# Weber Shandwick
Weber Shandwick är en internationellt verksam PR-firma, som består av 77 egna kontor i 34 länder och dessutom har anslutna samarbetspartners i flera länder. Med dotterbolag och partnerbyråer ingår 126 kontor i 81 länder i Weber Shandwicks nätverk. Weber Shandwick grundades 2001 när byråerna Weber Group, Shandwick International och Bozell Sawyer Miller Group slogs samman. Weber Shandwick är en del av Interpublic Group of Companies (IPG). 
Weber Shandwick har tidigare varit verksamt i begränsad skala i Sverige via reklambyrån McCann Sverige (McCann Erickson), som ingår i Weber Shandwicks ägare, den internationella kommunikationskoncernen Interpublic Group of Companies. Sedan maj 2014 ingår de svenska byråerna Prime och United Minds i nätverket. Prime och United Minds utgör tillsammans Sveriges största PR-verksamhet baserat på byråintäkt. 